# Lennart Hannelius
Lennart Hannelius   (Hanko, 8 de novembre de 1893 - Estocolm, 4 de maig de 1950) va ser un tirador finlandès que va competir durant la dècada de 1920.
El 1924 va prendre part en els Jocs Olímpics de París, on guanyà la medalla de bronze en la prova de pistola lliure, 25 metres del programa de tir.